# Олимпијски стадион Гранде Торино
Олимпијски стадион Гранде Торино (итал. Stadio Olimpico Grande Torino) назван по фудбалском тиму Гранде Торино који је играо током 1940−их, је вишенаменски стадион који се налази у Торину, Италија. То је домаћи терен фудбалског клуба Торино из Серије А. Стадион се налази на Пиацале Гранде Торино, у округу Санта Рита, у јужно-централном делу града. Стадион је тренутно оцењен од стране УЕФА као стадион категорије 4, што је највиши могући ранг.
Стадион је изграђен током 1930-их у италијанском рационалном стилу, и првобитно познат као Стадио Муниципале Бенито Мусолини .(или колоквијално Стадио Муниципале), а касније Стадио Комунале, био је дом Јувентуса и Торина до 1990-их, када је напуштен у корист већег и модернијег Стадио деле Алпи. Након шеснаест година без фудбала у Серији А, стадион је реновиран и преименован у „Стадио Олимпико” поводом Зимских олимпијских игара 2006. године. Касније током 1990. године, и Јувентус и Торино су се вратили на Олимпико током рушења стадиона и изградње Јувентусове арене на истом месту, при чему је Јувентус то користио до краја сезоне 2010–11, а Торино га је задржао као њихов домаћи стадион све до данас.

## Историја

### Оригинални пројекат: општински стадион Бенито Мусолини
Стадион је првобитно назван по Бениту Мусолинију, а изграђен је да буде домаћин Литоријалијевих игара XI фашистичке године, одржаних 1933. и Светских студентских игара исте године.
Општинска управа је, да би скратила време изградње, расписала конкурс и поделила радове на три компаније: стадион (трибине, трибине и унутрашњи радови) поверен је Саверију Парисију из Рима (а пројектовали су архитекта Рафаело Фањони и инжењери Енрико Бјанчини и Дагоберто Ортенси), атлетски терен, Маратонска кула и билетарнице инж. Ванази и Лучерини (архитеката пројекта Брено Дел Ђудиче, Проф. Колонети и Енг. Ванази), а затворени базен инж. Е. Фалетти Цомпани (архитеката пројекта Боничели и инж. Виљанова). Енг. Компанија Гвидо Де Бернарди преузела је припрему терена и падина.
Радови су почели у септембру 1932. Стадион је свечано отворио 14. маја 1933. секретар Националне фашистичке партије Ахил Стараче на почетку Литоријала. Прва фудбалска утакмица на новом стадиону одиграна је између Јувентуса и мађарског Ујпешта (6–2), реванш меч четвртфинала Купа Централне Европе, 29. јуна 1933. године.
Првобитна фаза дизајна састојала се од елипсоидног прстена чији је главни периметар био око 640 метара. Основа се састојала од слоја белог гранита, на коме се ослањало постоље од црвеног малтера. Од истог материјала су формиране трибине нагнуте под углом од 45 степени, које су омеђивале три стаклене траке за осветљење ентеријера, а крунисане су белим парапетом. Велики прозори су гледали на поље, омеђено бетонским стубовима који су подржавали терминалну конзолу, која је вирила више од три метра са нагибом од 45 степени. Приступ унутрашњости омогућен је кроз 27 отвора, од којих је главни водио до трибине, опремљене кровом отпорним на временске услове. Партер је делом био прекривен конзолним терасама које су се надметале над њим и у најудаљенијем делу од поља био благо уздигнут.
Терен за игру је димензија 70 к 105 метара, окружен атлетском стазом са шест трака и боксовима за бацање кугле и диска, стазом за скок у даљ и горњим углом. У почетку су кривине атлетске стазе дизајниране са три центра. После протеста националног извршног директора Масима Картасење (који је учествовао као спортиста на Летњим олимпијским играма 1908.), они су преуређени у један центар. Резултат је, међутим, био да је стаза имала ненормалну дужину од 446,38 метара.
Од 1938. до касних 1950-их, на стадиону се налазило и седиште привременог Музеја аутомобила (отворен 1939.).
Два пута је служио као главно место одржавања Летње Универзијаде 1959. и 1970. године, а био је домаћин финала Светског купа за жене 1970. године. Осамдесетих година стадион је преименован у "Виторио Поцо", у знак поштовања према тренеру који је два пута био светски шампион са фудбалском репрезентацијом Италије 1934. и 1938. године, који је такође тренирао Торино између 1912. и 1922. године.
Са изградњом већег и модернијег Стадио дел Алпи, стадион Цоммунале се мање користио, само је за смештај тренерских активности Јувентуса (до 2003) и, од 2004, активности Торина.

### Реконструкција за Зимске олимпијске игре 2006.
Године 1998, када се Торино кандидовало за домаћина Зимских олимпијских игара 2006., првобитно је планирано да стадион и његова околина буду укључени у догађај, пошто су церемоније отварања и затварања првобитно биле заказане за Стадио Делле Алпи, а вишенаменска арена је планирана за бити изграђен у другом насељу града. На крају је град победио у процесу надметања и када су планови реализовани, схватило се да они неће бити одрживи. На овај начин је проучено неколико могућности, али је, као и други градови домаћини Игара, одлучено да се санира Градски општински стадион, који је био у страшним условима. А то је укључивало изградњу нове вишенаменске арене у области поред отвореног базена који се користио само у летњим месецима. Реновирање стадиона коштало је близу 30 милиона евра. Олимпијски стадион је званично отворен 29. новембра 2005. године на церемонији којој су присуствовали представници италијанске и локалне власти, чланови Међународног олимпијског комитета и ТОРОК-а.

### Повратак фудбала (2006–данас)
Након Зимских олимпијских игара 2006. године, стадион се вратио да буде домаћин фудбалских утакмица Торина и Јувентуса. Јувентус се 2011. преселио на свој нови стадион, Јувентусов стадион, на месту Стадио дел Алпи. На крају деонице, Торино може да одлучи да купи објекат и да га преименује у „Олимпијски стадион Гранде Торино“, рекао је Марио Песканте поводом инаугурације реновираног стадиона.
Током лета 2009. године обављено је више радова. Размак парапета је смањен на 1,10 метара у свим секторима и додата су 444 нова седишта у партеру, чиме је укупан капацитет стадиона порастао на 27.994 места. Штавише, у лето 2012. године елиминисане су и баријере које су делиле сектор закривњеног Маратона са Маратоном Латерале (раније је сектор гостију у домаћим утакмицама Јувентуса исте сезоне преселио на нови стадион Јувентуса), што је омогућило даље повећање капацитета са 27.994 места у 2009. години на 28.140 данас.
У априлу 2016. Олимпико је преименован у „Стадио Олимпико Гранде Торино” у част екипе из 1940-их.